# Рунические надписи в соборе Святой Софии

Внешний вид Айя-Софии, 2013

Рунические надписи в соборе Святой Софии — надписи, сделанные скандинавскими рунами на мраморных парапетах собора Святой Софии в Стамбуле. Вероятно, они были нацарапаны воинами из варяжской гвардии императора Византии в Средние века во время длительных богослужений.

## Надпись Халфдана

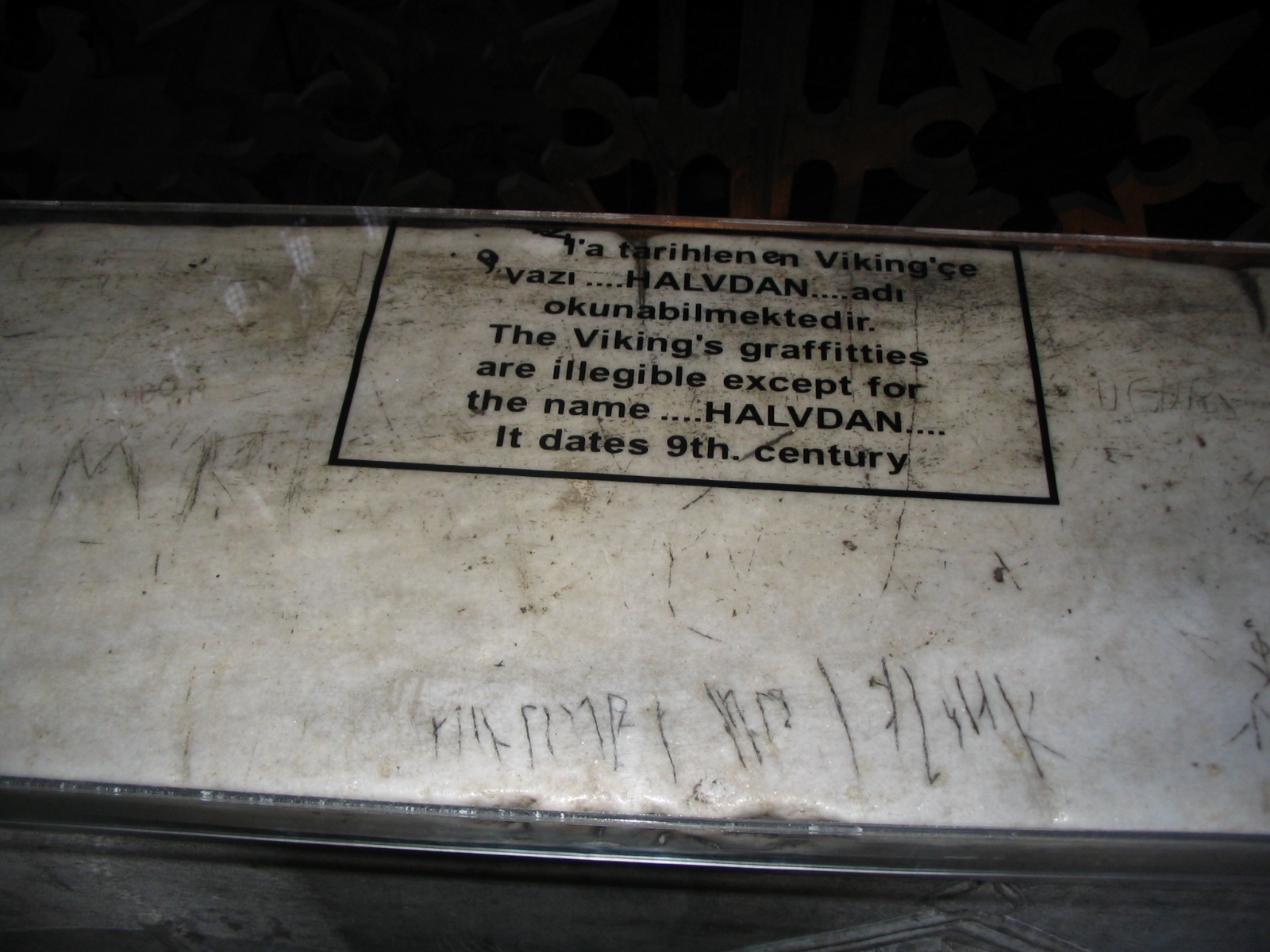
Надпись Халфдана

Первая из рунических надписей была открыта в 1964 году на парапете верхнего этажа южной галереи. Надпись настолько стёрлась, что можно прочесть только «(-)alftan» — фрагмент древненорвежского имени Хальвдан. Остаток надписи прочесть невозможно, однако предполагается, что надпись представляла собой распространённую формулу «такой-то вырезал эти руны».

## Вторая надпись
Вторую надпись обнаружил Фольке Хёгберг (Folke Högberg) из Уппсалы в 1975 году в нише в западной части той же галереи, где ранее была обнаружена первая надпись. Отчёт об открытии был направлен в Департамент рун (Runverket) в Стокгольме в 1984 году, но остался неопубликованным. Археолог Матс Г. Ларссон (Mats G. Larsson) вновь обнаружил руны в 1988 году и опубликовал информацию об открытии. Он прочитал надпись как «ari: k» и истолковал её как «Ари с(делал)». Из-за неопределённости чтения надпись не была зарегистрирована в периодическом издании Nytt om runer № 4 за 1989 год.
Хёгберг в 1975 году предложил прочтение рун, отличное от предложенного Ларссоном. В 1997 году его поддержал Свейн Индрелид (Svein Indrelid), профессор археологии Бергенского университета. Оба считают, что там написано «arni», то есть мужское имя Арни, и это вся надпись, а не часть какого-то выражения. Ларссон узнал о варианте прочтения Хёгберга в 1989 году, но продолжил отстаивать своё толкование надписи.

## Находка 2009 года
В 2009 году, при поиске кириллических граффити внутри собора Ю. А. Артамоновым и А. А. Гиппиусом на втором этаже северной галереи в восточной стене на подоконнике заложенного окна была обнаружена руническая надпись:
arinbarþr rast runar þasi
Аринбард вырезал эти руны
В 2011 году надпись была осмотрена Е. А. Мельниковой, которая внесла коррективы в предварительную прорись, сделанную Ю. А. Артамоновым, и предположительно датировала надпись второй половиной XI или XII в.

## Другие надписи
Профессор Индрелид сделал копии пяти возможных рунических надписей на парапете и передал их в Норвежский рунический архив в 1997 году. Есть вероятность наличия и других рунических надписей в соборе, в котором не проводилось специальных изысканий подобного рода.